# L'Homme au manteau noir
Pour plus de détails, voir Fiche technique et Distribution.
L'Homme au manteau noir (The Man with a Cloak) est un film américain réalisé par Fletcher Markle, sorti en 1951.

## Synopsis
Une jeune française, Madeline Minot, arrive à New York en 1848, à la recherche d'un expatrié, Charles Thevenet. Elle est d'abord refoulée à la porte par sa maîtresse et gouvernante, Lorna Bounty, mais persiste, présentant à Charles une lettre d'introduction de son seul petit-fils, Paul, un révolutionnaire romantique dont Madeline est amoureuse. Charles est un vieil homme riche et dissipé, qui devine correctement le but de Madeline en lui rendant visite : elle a été envoyée par Paul pour lui demander de l'argent pour soutenir la révolution en France. Assistée du majordome costaud, Martin, et de la cuisinière Mme Flynn, qui sont également après la fortune de Charles, ayant attendu la mort du vieil homme pendant dix ans, Lorna laisse Charles boire autant qu'il veut, contrairement aux instructions du Dr. Roland, et remplace certains médicaments prescrits.
Madeline a un allié, une connaissance fortuite nommée Dupin, un poète impécunieux alcoolique, vers qui elle se tourne lorsqu'elle soupçonne que le médicament de Charles a été empoisonné. Ils apportent un échantillon à un pharmacien, qui détermine qu'il s'agit d'eau sucrée. Dupin fait la connaissance de Lorna et la reconnaît comme une ancienne actrice devenue célèbre avec le soutien de Charles. Lors de son séjour chez Charles, Madeline adoucit le cœur du vieux réprouvé. Il convoque son avocat, Durand, et modifie son testament. Puis il met secrètement de l'arsenic dans sa boisson, prêt à mettre fin à ses jours. Cependant, il subit un accident vasculaire cérébral qui le paralyse, ne lui laissant qu'un contrôle partiel de son visage. Il regarde, impuissant, Durand boire l'eau-de-vie fatale. Le testament est ensuite récupéré par le corbeau de Charles et caché dans la cheminée. Avant que le vieil homme ne meure, il essaie de transmettre à Dupin l'emplacement du testament uniquement avec ses yeux.
Lorna devine qu'il y a un nouveau testament et son contenu. Après les funérailles, elle et ses complices le recherchent désespérément sans succès. Dupin est plus perspicace ; à partir des indices, il trouve et récupère le document, bien qu'il doive combattre Martin pour s'échapper vivant de la maison. Lorsque le testament est lu, il révèle que Paul hérite de l'argent; Lorna, Martin et Mme Flynn ne restent que la maison. Madeline part à la recherche de Dupin pour le remercier. Le généreux barman de Dupin, Flaherty, lui dit qu'il est parti, ne laissant qu'une reconnaissance de dette apparemment sans valeur pour son importante facture de bar. D'un côté, un brouillon de vers sur une femme nommée Annabel Lee , et de l'autre, la signature de l'IOU, qui révèle le vrai nom de Dupin : Edgar Allan Poe.

## Fiche technique
- Titre : L'Homme au manteau noir
- Titre original : The Man with a Cloak
- Réalisation : Fletcher Markle, assisté de Jerry Thorpe (non crédité)
- Scénario : Frank Fenton, d'après la nouvelle Le Gentleman de Londres de John Dickson Carr
- Production : Stephen Ames
- Société de production : Metro-Goldwyn-Mayer
- Photographie : George J. Folsey
- Montage : Newell P. Kimlin
- Musique : David Raksin
- Direction artistique : Cedric Gibbons et Arthur Lonergan
- Décorateur de plateau : Arthur Krams et Edwin B. Willis
- Costumes : Walter Plunkett et Gile Steele
- Pays d'origine :  États-Unis
- Format : Noir et blanc - Son : Mono (Western Electric Sound System)
- Genre : Drame
- Durée : 84 minutes
- Dates de sortie : 
  - États-Unis : 27 novembre 1951 (New York)

## Distribution
- Joseph Cotten : Dupin
- Barbara Stanwyck : Lorna Bounty
- Louis Calhern : Charles Theverner
- Leslie Caron : Madeline Minot
- Joe De Santis : Martin
- Jim Backus : Flaherty
- Margaret Wycherly : Mme Flynn
- Richard Hale : Durand
- Nicholas Joy : Dr. Roland
- Roy Roberts : Le policier
- Mitchell Lewis : Zack